# リンブルフ州 (オランダ)

リンブルフ州
Provincie Limburg

リンブルフ州（リンブルフしゅう、Limburg [ˈlɪmbʏrx] ( 音声ファイル)）は、オランダ南東部の州。州都はマーストリヒト。北はヘルダーラント州、北西は北ブラバント州。南西はベルギーのリンブルフ州、南はベルギーのリエージュ州、東はドイツのノルトライン＝ヴェストファーレン州と境界を接する。

## 州名
州名の由来は、リンブルフを参照。

## 歴史
現在リンブルフ州となっている地域は、中世期には神聖ローマ帝国を構成する複数の領邦国家（リンブルク伯領、ブラバント公国、ゲルデルン公国、ユーリヒ公国、リエージュ司教領、ケルン大司教領）によって分割統治されていた。その後、カール5世によって、ネーデルラント17州がハプスブルク家の支配下に統合される。リンブルフはナポレオンの時代にフランス帝国に併合されるが、1815年、ウィーン会議によりネーデルラント連合王国領となる。1830年にネーデルラント南部諸州がベルギーとして独立すると、リンブルフは州都マーストリヒト以外の全域がベルギーの実効支配下に置かれた。1839年、ロンドン条約が締結され、リンブルフの東側半分をオランダ領、西側半分をベルギー領として分割されることになった。オランダ側のリンブルフは、1866年まで「リンブルク公国」の名でドイツ連邦に加盟した。「公国」の名は、その後も1906年まで州の公式名称であった。
第一次世界大戦ではオランダの中立政策が成功し、被害を免れたが、第二次世界大戦では州の全域が戦場となり、両軍の兵士のみならず多くの民間人が犠牲となった。
1991年12月7日、欧州共同体（EC）首脳会議がマーストリヒトで開催され、欧州連合（EU）創設、通貨統合を目的とするマーストリヒト条約を採択、翌1992年2月7日に調印した。

## 地理
北部ではマース川が中央を縦断し、南部ではマース川がベルギーとの国境となり、その東側が領域となる。オランダ12州の中で最も標高の高い土地である。

## 基礎自治体
2019年時点で、31の基礎自治体（ヘメーンテ）からなる。
1. ベーク (Beek)
2. ベークダエレン (Beekdaelen)
3. ベーセル (Beesel)
4. ベルヘン (Bergen)
5. ブルンスム (Brunssum)
6. エヒト・スステレン (Echt-Susteren)
7. アイスデン＝マルフラーテン (Eijsden-Margraten)
8. ヒュネップ (Gennep)
9. ヒュルペン・ヴィッテム (Gulpen-Wittem)
10. ヘールレン (Heerlen)
11. ホルスト・アーン・デ・マース (Horst aan de Maas)
12. ケルクラーデ (Kerkrade)
13. ラントヒュラーフ (Landgraaf)
14. ルーダル (Leudal)
15. マースガウ (Maasgouw)
16. マーストリヒト (Maastricht)
17. ミールセン (Meerssen)
18. モーク・エン・ミドラール (Mook en Middelaar)
19. ネーデルヴィールト (Nederweert)
20. ペール・エン・マース (Peel en Maas)
21. ルールダーレン (Roerdalen)
22. ルールモント (Roermond)
23. シンペルフェルト (Simpelveld)
24. シッタールト・ヒェレーン (Sittard-Geleen)
25. ステイン (Stein)
26. ファールス (Vaals)
27. ファルケンブルフ・アーン・デ・ヒェウル (Valkenburg aan de Geul)
28. フェンロー (Venlo)
29. フェンライ (Venray)
30. ヴールンダール (Voerendaal)
31. ヴェールト (Weert)

## スポーツ

### サッカー
リンブルフ州に本拠地を置くプロサッカークラブ。1部リーグ（エールディヴィジ）と2部リーグ（エールステ・ディヴィジ）の双方を含む。
- ローダJC - ケルクラーデ
- フォルトゥナ・シッタート - シッタート（自治体はシッタート・ヘレーン）
- MVVマーストリヒト - マーストリヒト
- VVVフェンロー - フェンロー